# Tafila
Tafila (en árabe,مدينة الطفيلة) es una ciudad en la gobernación de Tafila, en Jordania. Tiene una población de 27.559 habitantes (censo de 2015). Se encuentra a 183 km al suroeste de Amán. 
La civilización más antigua conocida en el territorio de Tafila fue la de Edom, y en Tafila se encuentran las ruinas de la ciudad edomita de Tófel. La capital de Edom estaba en Busairah, a 23 km al sur de Tafila. Los edomitas a menudo se aliaron con sus vecinos de Moab. Tafila fue anexada al reino nabateo que tenía su capital en Petra. Después de la invasión romana, fue gobernada por los Gasánidas, bajo la autoridad de Roma.
Tafila luego quedó bajo dominio musulmán, pero estuvo brevemente bajo dominio cruzado. Posteriormente, el asentamiento quedó bajo el dominio de los otomanos hasta su toma por los árabes bajo T. E. Lawrence el 15 de enero de 1918 durante la Primera Guerra Mundial, donde derrotaron a los otomanos posteriormente en una batalla el 25 de enero de 1918. Después de la guerra fue controlada por los británicos hasta la independencia de Jordania en 1946.